# Iso Pihlajajärvi
Iso Pihlajajärvi är en sjö i Finland. Den ligger i kommunen Kuhmois i landskapet Mellersta Finland, i den södra delen av landet, 170 km norr om huvudstaden Helsingfors. Iso Pihlajajärvi ligger 87,5 meter över havet. Arean är 3,34 kvadratkilometer och strandlinjen är 27,16 kilometer lång. Sjön  ingår i Kymmene älvs huvudavrinningsområde. 